# Baie d'Algoa

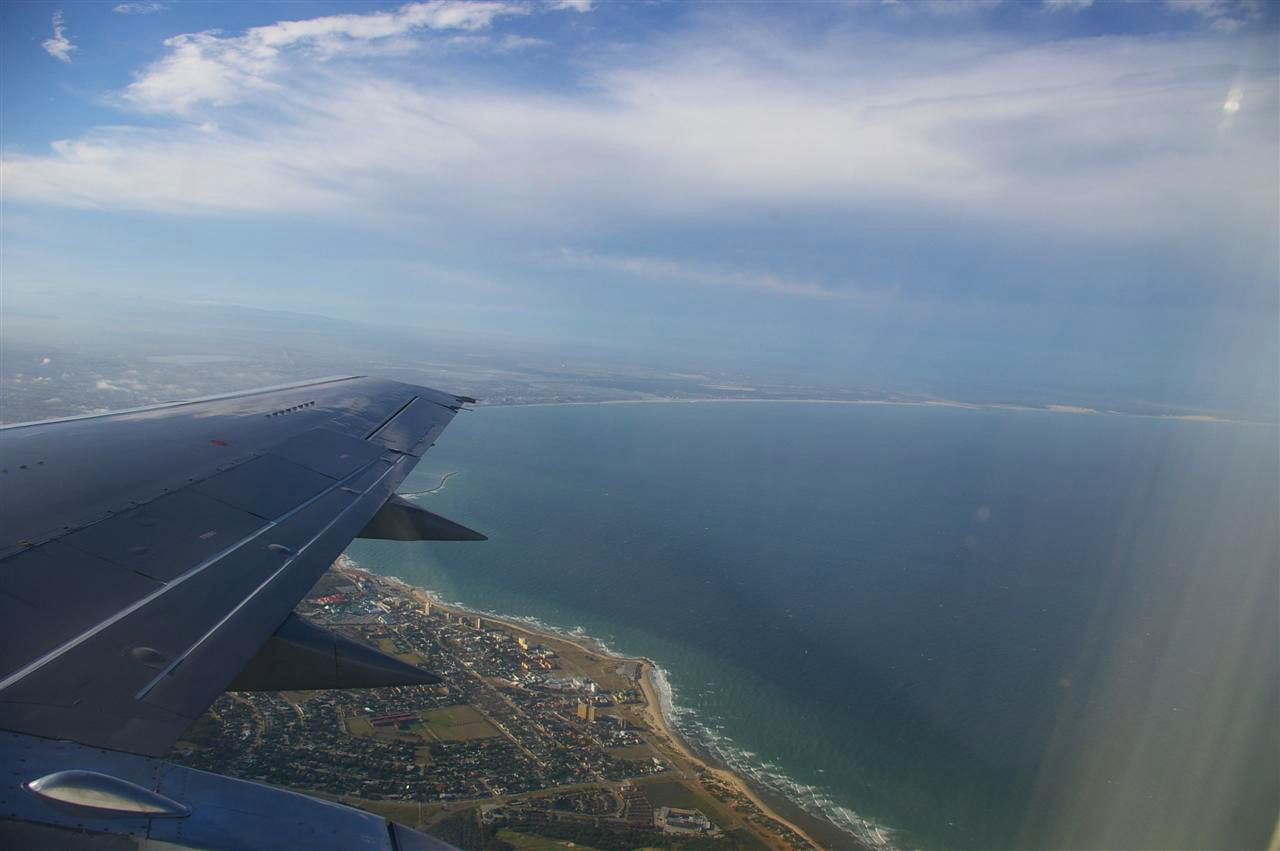
Vue de la baie d'Algoa avec Port Elizabeth au premier plan.

La baie d'Algoa, en anglais Algoa Bay, est une baie de l'océan Indien formée par le littoral de la province du Cap-Oriental, en Afrique du Sud.
Elle est découverte par l'explorateur Bartolomeu Dias en 1487, dont elle constitue l'ultime avancée lors cette expédition qui permit de dépasser pour la première fois le cap des Aiguilles et le cap de Bonne-Espérance par un navire européen.
Son nom d'origine portugaise tire son origine de cette expédition.
Sa partie Ouest est bordé par la métropole Nelson Mandela constituée par les villes de Port Elizabeth, Uitenhage et Despatch.